# Space: 1999
Spațiu: 1999 (italiană: Spazio 1999) este un serial de televiziune britanico-italian științifico-fantastic care, în perioada 1975-1978, a avut 48 de episoade împărțite în 2 sezoane.
În episodul de deschidere, deșeuri nucleare de pe Pământ stocate pe partea întunecată a Lunii explodează într-un accident catastrofal, pe 13 septembrie 1999, aruncând Luna de pe orbita sa și trimițând pe cei 311 de locuitori de pe Moonbase Alpha într-o călătorie necontrolată prin spațiul cosmic. Serialul a fost ultima producție a parteneriatului dintre Gerry și Sylvia Anderson și a fost seria cu cele mai mari cheltuieli de producție până în acel moment.
În România, a fost transmis de canalul Prima TV.

## Distribuție
| Actor            | Rol | Apariții               |
| ---------------- | --- | ---------------------- |
| Barbara Bain     | Medic Helena Russell, șeful Secției Medicale                                                               | (48 episoade, 1975–77) |
| Martin Landau    | Comandor John Koenig, conducătorul baze lunare Alpha                                                       | (47 episoade, 1975–77) |
| Nick Tate        | Alan Carter, al treilea la comandă, pilot șef                                                              | (45 episoade, 1975–77) |
| Zienia Merton    | Sandra Benes, analist date                                                                                 | (37 episoade, 1975–77) |
| Anton Phillips   | Doctor Bob Mathias, ajutorul Helenei                                                                       | (24 episoade, 1975–76) |
| Barry Morse      | Profesor Victor Bergman, consilier științific (doar Anul Unu)                                              | (24 episoade, 1975–76) |
| Catherine Schell | Maya, consilier științific (Anul Doi) și artist (pe post de gardian în "Guardian of Piri", Anul Doi)       | (25 episoade, 1976–77) |
| Prentis Hancock  | Paul Morrow, al doilea la comanda bazei și controlor principal al misiunii (doar Anul Unu)                 | (23 episoade, 1975–76) |
| Clifton Jones    | David Kano, ofițer de operațiuni informatice (doar Anul Unu)                                               | (23 episoade, 1975–76) |
| Tony Anholt      | Tony Verdeschi, al doilea la comandă, șeful securității și controlor principal al misiunii (doar Anul Doi) | (23 episoade, 1976–77) |
| Suzanne Roquette | Tanya Alexander, ofițer operațiuni al bazei (doar Anul Unu)                                                | (19 episoade, 1975–76) |
| John Hug         | Bill Fraser, pilot de „Vultur” (doar Anul Doi)                                                             | (9 episoade, 1976–77)  |
| Jeffery Kissoon  | Medic Ben Vincent, director medical adjunct (doar Anul Doi)                                                | (7 episoade, 1976–77)  |

## Legături externe
- Space: 1999 la Internet Movie Database
- Space: 1999 la TV.com
- Space: 1999  at the BFI's Screenonline
- Eagle Transporter Arhivat în 4 martie 2010, la Wayback Machine. – visual reference resource for Space: 1999 Eagle Transporter models and replicas
- The Catacombs Arhivat în 12 iunie 2010, la Wayback Machine. – comprehensive guide to Space: 1999